# Victor Braniște
Victor Braniște (n. 14/26 martie 1874, Cincu, Brașov, România – d. 13 decembrie 1938, Brașov, România), a fost un ziarist român din Brașov, cunoscut pentru activitatea desfășurată în cadrul redacției ziarului ardelean Gazeta de Transilvania și pentru implicarea în activitatea de constituire a celui de-al doilea Corp al Voluntarilor Români din Rusia. A fost frate cu publicistul Valeriu Braniște și cu Virgilia Braniște. De asemenea, a fost un deputat în Marea Adunare Națională de la Alba Iulia, organismul legislativ reprezentativ al „tuturor românilor din Transilvania, Banat și Țara Ungurească”, cel care a adoptat hotărârea privind Unirea Transilvaniei cu România, la 1 decembrie 1918.:p. 77

## Familia
Tatăl, Moise Braniște, fiu de țăran din comuna Merghindeal, Comitatul Târnava-Mare, absolvent al Academiei de Drept din Sibiu, cel care a adaptat  stenografia germană Gabelsberger pentru limba română, a fost printre altele stenograf al Dietei Transilvaniei în perioada când aceasta a fost convocată la Sibiu între anii 1863 și 1865 (Dieta de la Sibiu); a fost grefier, judecător, subpretor la Săliștea Sibiului, Tălmaciu, Sibiu, apoi pretor la Sibiu și ulterior primpretor la Miercurea Sibiului.
Mama, Maria n. Vlad, a fost fiica preotului unit Pavel Vlad, din Șialdorf (corect Schaldorf, azi comuna Mihăileni, Sibiu) lângă Șeica Mare, de pe Valea Buii.
După moartea tatălui lor Moise Braniște în 1891, familia s-a mutat la Brașov.

## Studii
A urmat gimnaziul săsesc evanghelic din Sibiu, pe care l-a absolvit cu bacalaureat în anul 1892, apoi a urmat  Facultatea de drept din Budapesta și din Cernăuți.

## Viața și activitatea
În perioada 1897-1899 a fost redactor la ziarul Patria.
Între 1907 și 1937 a fost redactor la Gazeta de Transilvania. În această perioadă, la 8 februarie 1909 a fost condamnat la 3 luni de închisoare și 240 coroane amendă, apoi la 6 luni închisoare în aceeași zi, pentru articole publicate în ziar. În anul 1914 a preluat împreună cu Ioan Brote conducerea Gazetei, după trecerea lui Voicu Nițescu în România. În 1916 în perioada de timp în care Armata Română era în Brașov, s-a aflat de unul singur la conducerea acesteia. După retragerea Armatei Române din toamna anului 1916, s-a retras cu întreaga redacție și administrație a acesteia în Regat. Aici a participat la activitatea Ligii Culturale.

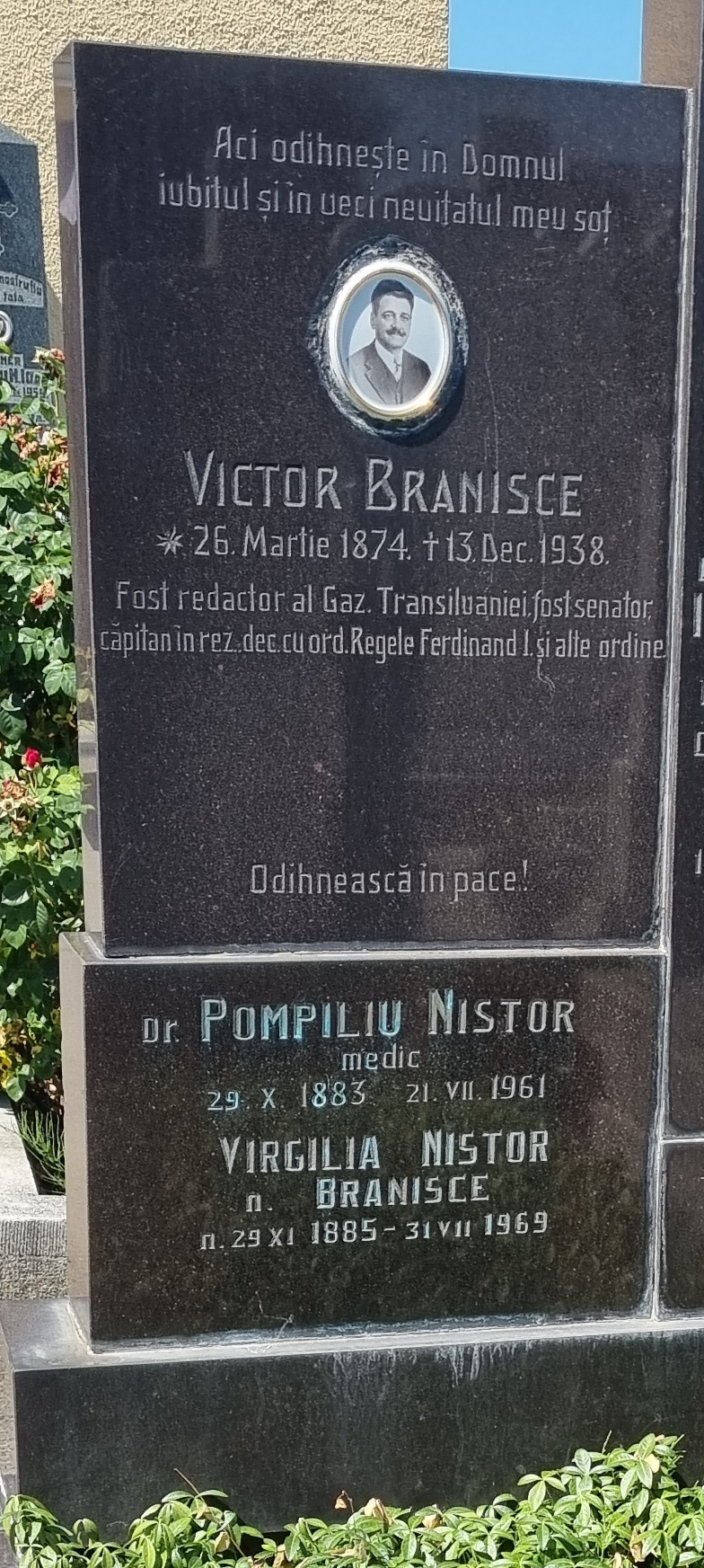
Mormântul lui Victor Braniște

În calitate de reprezentant al guvernului român, a plecat în 1918 spre Siberia împreună cu Voicu Nițescu, pentru a ajuta la formarea unui al doilea Corp de Voluntari dintre prizonierii de război români ai Armatei Austro-Ungare, care a fost creat la Celeabinsk. Aici, Gazeta de Transilvania a apărut sub numele de „Gazeta Transilvaniei și a Bucovinei”, la tipografia cehă din Ekaterinburg (de la 13 august 1918). După mutarea redacției și a ziarului de la Ekaterinburg la Irkutsk în primul trimestru al anului 1919, unele dintre cele 6 numere care au apărut aici, au fost redactate de Victor Braniște. În vara anului 1918, diplomatul Vasile Stoica a încercat să-l aducă în Statele Unite ale Americii pentru a participa la demersurile de constituire a unor unități de voluntari pe tărâm american.
A fost membru al Comitetului Național Român, luând parte la Marea Adunare Națională de la Alba Iulia.

## Ultimii ani
A încetat din viață la 13 decembrie 1938, la Brașov și a fost înmormântat în cimitirul bisericii ortodoxe române „Adormirea Maicii Domnului” (Brașovul Vechi) din Brașov.